# Ezequiel Casco
Ezequiel Casco (sinh ngày 4 tháng 3 năm 1993) là một vận động viên quần vợt xe lăn chuyên nghiệp người Argentina.

## Sự nghiệp
Casco có thứ hạng đánh đơn cao nhất là vị trí số 17 vào ngày 22 tháng 5 năm 2017, đánh đôi là vị trí số 19 vào ngày 11 tháng 7 năm 2016. Hiện tại, vào ngày 18 tháng 6 năm 2018, anh đang đứng thứ 30 ở đơn và thứ 28 ở đôi.
Anh lần đầu tham dự môn Quần vợt xe lăn tại Thế vận hội mùa hè dành cho người khuyết tật vào năm 2016. Anh tham dự nội dung đơn nam. Anh đã thua vòng 1 trước vận động viên người Mỹ Jon Rydberg mặc dù thắng set đầu.
Thành tích tốt nhất của Casco là đoạt huy chương vàng nội dung đôi nam Parapan American Games 2015 tại Toronto, Canada. Anh cùng với Gustavo Fernández thắng đôi Brasil Daniel Rodrigues và Carlos Santos.